# Terral (Oklahoma)
Terral é uma cidade  localizada no estado norte-americano de Oklahoma, no Condado de Jefferson.

## Demografia
Segundo o censo norte-americano de 2000, a sua população era de 386 habitantes.
Em 2006, foi estimada uma população de 355, um decréscimo de 31 (-8.0%).

## Geografia
De acordo com o United States Census Bureau tem uma área de
1,1 km², totalmente coberta por terra.

## Localidades na vizinhança
O diagrama seguinte representa as localidades num raio de 32 km ao redor de Terral.